# Fort bij Abcoude

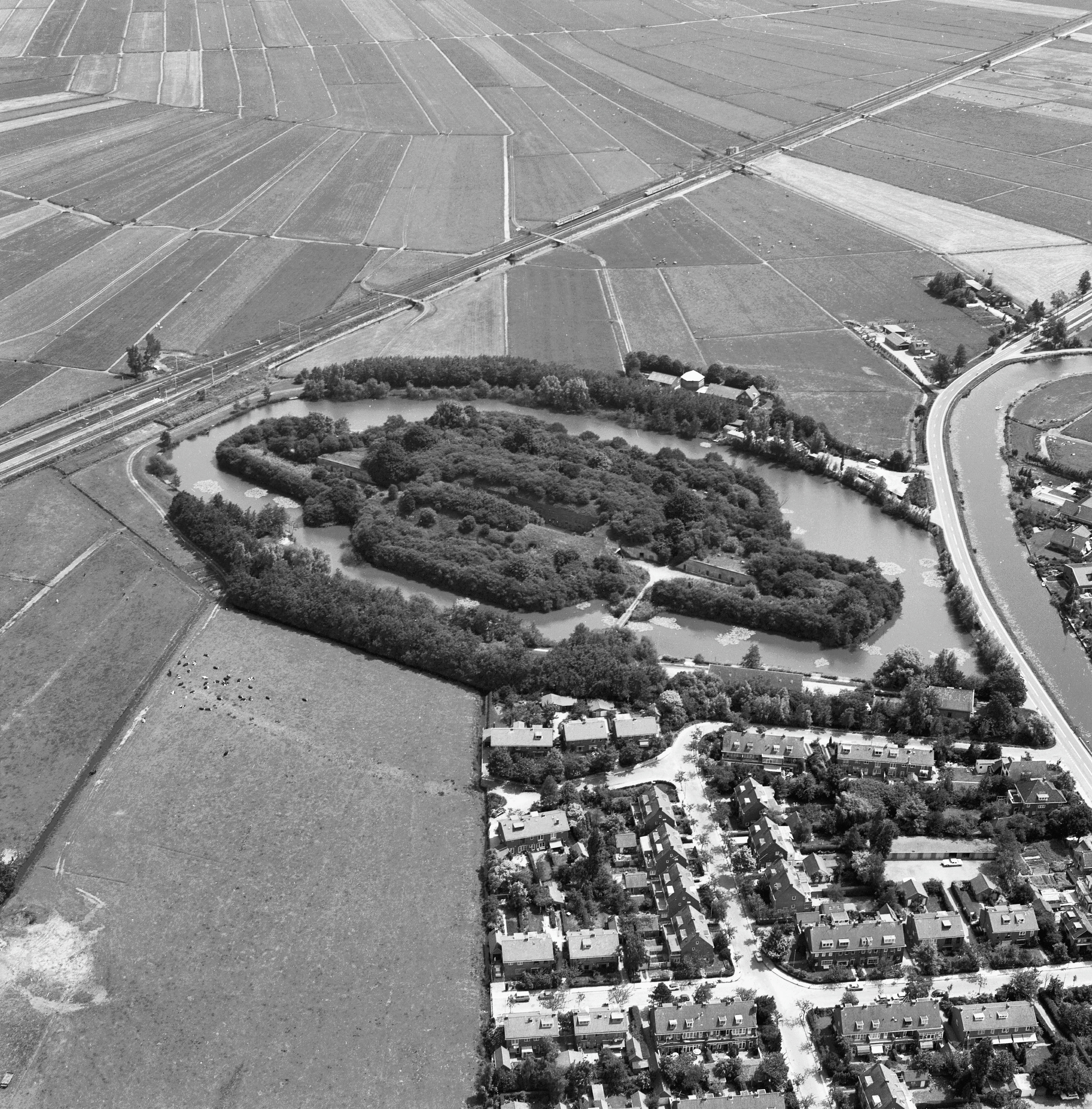
Fort bij Abcoude vanuit de lucht gezien; 1977.

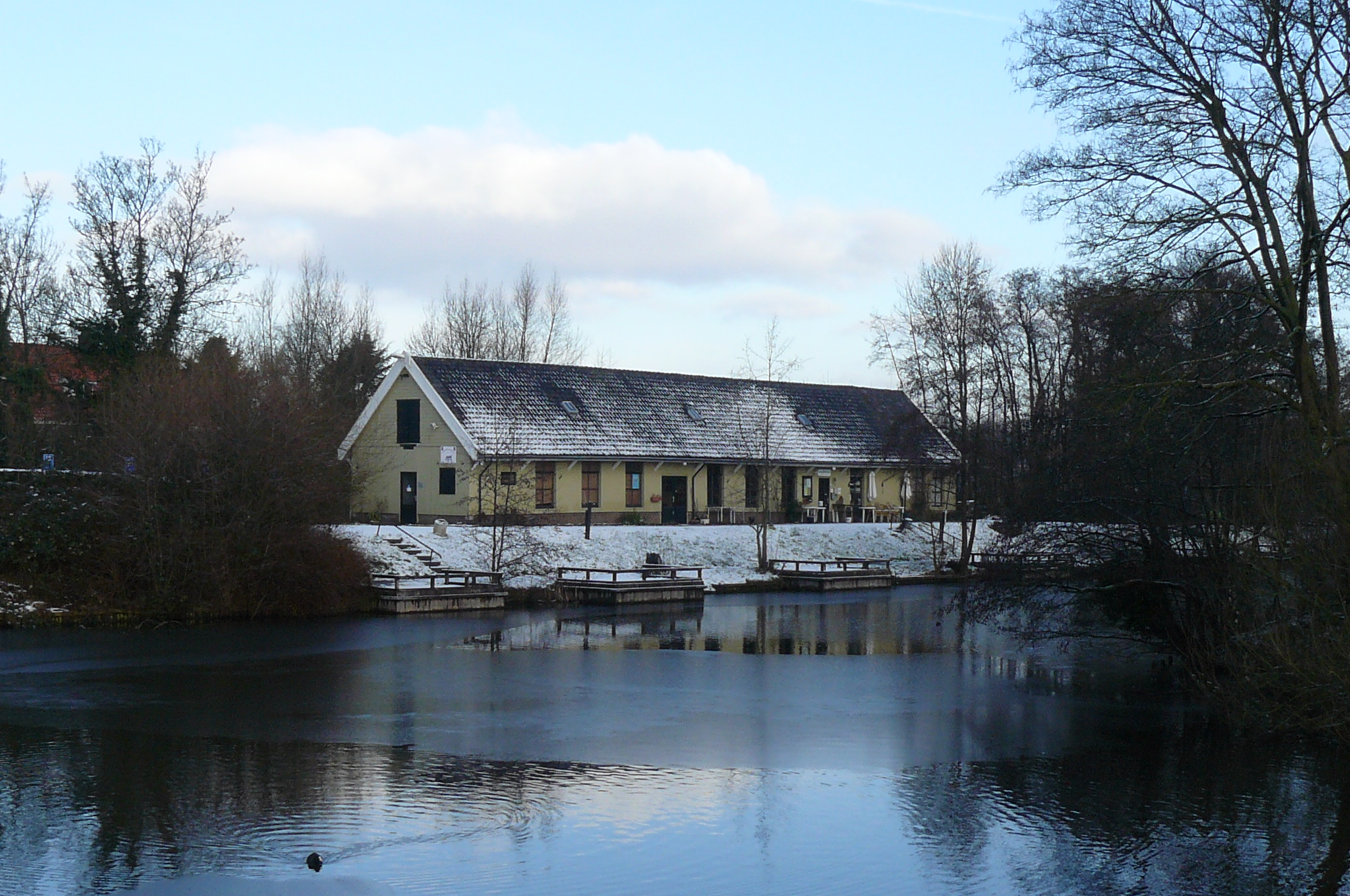
Houten genieloods aan de achterzijde van het fort.

Het Fort bij Abcoude is een fort van de Stelling van Amsterdam. Het is gelegen oostelijk van Abcoude, tussen het riviertje de Angstel en de spoorlijn Amsterdam – Utrecht, en is in de zomermaanden te bezoeken. Ten noordoosten ligt het Fort Nigtevecht.

## Ligging en functie
Het Fort bij Abcoude was het eerste fort dat in het kader van de Stelling van Amsterdam werd gebouwd. Het ligt aan de spoorlijn van Amsterdam naar Utrecht, een belangrijk acces tussen de geïnundeerde terreinen. Het eerder aangelegde Fort Bijlmer langs het acces was mislukt waardoor de toegangsweg naar Amsterdam vanuit het zuiden nog wijd open lag. Aanvankelijk was de Stelling dichter bij Amsterdam gepland, maar na de bouw van Fort Bijlmer in 1868 was de draagwijdte van de artillerie zodanig verbeterd dat de Stelling verder van Amsterdam moest worden gebouwd. Het Fort bij Abcoude kwam circa 15 kilometer van de stad te liggen.

## Bouw
Met de bouw van Fort bij Abcoude werd in 1884 begonnen. Het ontwerp was een verbeterde versie van het gebastioneerde stelsel van de Nieuwe Hollandse Waterlinie. Het fort bestond uit aardwerken, waarin zeven bomvrije ruimten waren aangebracht en het geheel werd omringd met een gracht. De bomvrije ruimten betroffen een hoofdgebouw van twee verdiepingen dat plaats bood aan 360 man, keuken en ziekenzaal. Achter deze vertrekken liggen op de begane grond de munitiemagazijnen met een lichtgang. Aan de linker- en rechterzijde van het hoofdgebouw zijn schuin ten opzichte van de rechte voorgevel, lagere bouwdelen gezet die ook met aarde zijn bedekt. De linker is een poterne die leidt naar de oostzijde van het fort en de rechter leidt naar de westzijde. In beide gevallen liggen voor deze toegangswegen naar het hoofdgebouw bruggen. Verder waren er vier bomvrije bergplaatsen voor geschut en ander materieel, de zogenaamde remises. Tot slot was er een reduit met poterne en een schuilplaats. Het fort moest als voorbeeld dienen voor alle forten van de Stelling.
Om verzakking van de gebouwen te voorkomen werd veel veen afgegraven en hiervoor in de plaats kwam zand. De gebouwen zouden worden gemaakt van baksteen. Na een jaar werd de bouw opgeschort, omdat inmiddels de brisantgranaat bekend was geworden. Tegen de explosieve kracht van deze nieuwe granaat was een bakstenen fort niet opgewassen. Er werd een nieuw ontwerp gemaakt, en het fort werd uiteindelijk deels uitgevoerd in beton. De opstaande binnenmuren en gevels werden gemetseld van baksteen, maar voor het dak werd beton gebruikt. Het beton was een mix van kalk en tras die als bindmiddel fungeerde en brokken baksteen. Het resultaat was brikkenbeton. Het gebruik van cement kwam later. Met cement als bindmiddel wordt het beton nog steviger en dit werd gebruikt in volgende forten van de Stelling. Het fort werd in 1887 voltooid.
In 1911 waren er plannen om het fort te moderniseren, of zelfs geheel te slopen en te vervangen door een fort volgens een nieuwer ontwerp, maar deze zijn nooit uitgevoerd. Het nieuwere type fort voor de Stelling was helemaal gemaakt van cementbeton, het was een langwerpig ontwerp met keelkazematten en aan de voorzijde kanonnen in hefkoepels. Bij Fort bij Abcoude werd de artillerie nog opgesteld op het fortterrein terwijl bij latere forten de artillerie verhuisde naar batterijen tussen de forten. Het hoofdgebouw van het Fort bij Abcoude telt nog twee verdiepingen, maar de nieuwere forten kregen slechts een verdieping. De houten luiken voor de ramen en deuren werden in de latere versie vervangen door staalplaten met schietgaten.
Tijdens de Koude Oorlog is het fort in gebruik genomen als opslagplaats voor met name verbandmiddelen. Omstreeks 1970-1980 is een recente, grotere doorgang van beton aan de westzijde van het hoofdgebouw gemaakt, die het transport met grote vrachtwagens mogelijk maakte.

## Huidige situatie
Het fort is nog vrijwel geheel intact, en de houten genieloods achter het fort is deels in gebruik als clubhuis van een hengelvereniging. Het fort is opgeknapt door moeilijk opvoedbare jongens, in een project van de Stichting Herstelling. Het was eigendom van de gemeente Abcoude, maar is op 16 mei 2006 overgedragen aan de Vereniging Natuurmonumenten. De bomen en struiken maken het terrein een rustplaats voor uiteenlopende vogels, waaronder de ijsvogel. Veel vleermuizen hebben hun intrek genomen in de voormalige reduit. Het complex is een rijksmonument.